# Liste von Persönlichkeiten der Stadt Cheb
Die Liste der Persönlichkeiten der Stadt Cheb enthält Personen, die in der Geschichte der Stadt Cheb (deutsch: Eger ) eine nachhaltige Rolle gespielt haben. Es handelt sich dabei um Persönlichkeiten, die hier geboren sind oder hier gewirkt haben.

## Söhne und Töchter der Stadt

### Bis 1800
- Kaspar Schlick (≈1396–1449), Kanzler dreier Könige und Reichskanzler unter Kaiser Sigismund
- Heinrich II. Schlick (≈1400–≈1448), Fürstbischof von Freising (1443–48)
- Paulus Niavis (≈1460–1517), Humanist, Pädagoge, Schriftsteller und Beamter
- Johannes Widmann (≈1460 – n. 1498), Mathematiker
- Johannes Sylvius Egranus (Johannes Wildenauer) (≈1480–1553), Theologe, Humanist und Reformer, befreundet mit Martin Luther
- Michael Heuffner (1483–1511), Bildhauer und Maler
- Balthasar Brusch (1512–1589), Buchbinder und Buchhändler, Verfasser einer Stadt- und einer Familienchronik
- Johann Habermann (1516–1590), lutherischer Theologe
- Hieronymus Tilesius (1529–1566), lutherischer Theologe und Reformator von Eger
- Wilhelm Kinsky von Wchinitz und Tettau (1574–1634), königlich-böhmischer Staatsmann und Diplomat
- Gregor Steinmüller (1574–1638), Münzmeister
- Johann Ludwig Betulius (1587–1647), lutherischer Theologe und Pfarrer
- Ruprecht Niclas Kitzkatz (1587 – n. 1632), Stempelschneider und Medailleur
- Wolf Adam Pachelbel von Gehag (1599–1649), Bürgermeister
- Johann Adam Schertzer (1628–1683), protestantischer Theologe
- Otto de la Bourde (1630–1708), als Otto II. Fürstbischof von Gurk
- Pablo Clain (1652–1717), Jesuit, Missionar, Pharmazeut, Botaniker und Autor
- Johann Brusch von Neiberg (1666–1742), römisch-katholischer Jurist und Syndicus der Stadt Eger
- Hieronymus Besnecker (1678–1749), Zisterzienserabt von Ossegg
- Balthasar Neumann (1687–1753), Baumeister des Barock
- Ignatz Mühlwenzel SJ (1690–1766), Jesuit, Professor der Mathematik
- Bernhard Grassoldt SJ (1695–1754), Jesuit
- Bernhard Adler (1753–1810), Arzt und Begründer des Kurortes Franzensbad bei Eger
- David Angermann (1762–1806), Maler
- Johann Limbeck von Lilienau (1767–1842), österreichischer Politiker; Vizekanzler der vereinigten Hofkanzlei in Wien
- Joseph Sebastian Grüner (1780–1864), Polizeirat und Heimatforscher des Egerlandes
- Severin Pfalz (1796 – n. 1846), Maler der Romantik

### 19. Jahrhundert
- Nikolaus von Urbanstadt  (1801–1873), Kommunalbeamter und Lokalhistoriker des Egerlandes
- Karl Johann Braun von Braunthal (1802–1866), Schriftsteller
- Lorenz von Köstler (1807–1888), Brunnenarzt und Ehrenbürger von Franzensbad und Eger
- Adam Wolf (1822–1883), Historiker
- Ambros Alfred Clementso (1831–1900), Prämonstratenser und von 1887 bis 1900 der 48. Abt des Stiftes Tepl
- Gregor Lindner (1831–1917), römisch-katholischer Erzpriester, Heimatforscher und Ehrenbürger von St. Joachimsthal
- Ernst von Plener (1841–1923), führender Politiker Altösterreichs, Finanzminister und Rechnungshofpräsident
- Heinrich Gradl (1842–1895), Historiker, Stadtarchivar von Eger
- Joseph Ulbrich (1843–1910), Staatsrechtler
- Rudolf Krzyzanowski (1859–1911), Dirigent und Komponist
- Karl Marek (1860–1923), Verwaltungsjurist und Finanzminister
- Karl Iro (1861–1934), Politiker der Deutschen Nationalpartei
- Karl Hermann Wolf (1862–1941), Journalist und Politiker
- Hans Stanka (1864–1936), Rechtsanwalt, Präsident der Deutschen Feuerwehr in Böhmen, Ehrenbürger der Stadt Eger
- Josef Fischer (1867–1939), Politiker (Bund der Landwirte)
- Karl Friedrich (1867–1951), Politiker (DNP, NSDAP)
- Heinrich Wolf (1868–1924), Architekt
- Anton Büschelberger (1869–1934), Bildhauer
- Adam Fahrner (1873–1945), Politiker der Deutschen Nationalpartei
- Barbara Schack (1873–1958), tschechoslowakische sozialdemokratische Politikerin
- Franz Strunz (1875–1953), Wissenschaftshistoriker
- Ernst Bach (1876–1929), Theaterautor und Schauspieler
- Eduard Prokosch (1876–1938), deutsch-amerikanischer Linguist
- Josef Mayer (1877–1938), deutschböhmischer bzw. deutschösterreichischer Politiker
- Karl Wilfert (1879–1932), Bildhauer
- Hugo Zuckermann (1881–1914), böhmisch-österreichischer Rechtsanwalt, deutschsprachiger Schriftsteller und Zionist
- Adolf Mayerl (1884–1954), Bildhauer und Keramik-Künstler
- Cäcilie Danzer (1885–1963), Bildhauerin
- Anton Kohl (1886–1967), Theaterregisseur und -intendant
- Hans Hermann Adler (1891–1956), Zeitungswissenschaftler, Professor (Universität Heidelberg)
- Josef Michl (1893–1951), Schauspieler und Inspizient
- Georg Böhm (1896–1947), Drogist und sudetendeutscher Politiker (SdP, NSDAP)
- Karl Pistorius (1898–1966), österreichischer Operettensänger (Tenor)
- Hannes Schmucker (1899–1965), Maler
- Rudolf Heckl (1900–1967), Architekt, Volkskundler und Hochschullehrer

### 20. Jahrhundert
- Rudolf Serkin (1903–1991), US-amerikanischer Pianist russisch-jüdischer Herkunft
- Wilhelm Schnabl (1904–1990), böhmisch-österreichischer Maler und Zeichner
- Walter Stumvoll (1904–1982), österreichischer Schauspieler bei Bühne, Film und Fernsehen
- Karl Schubert (1905–1986), Politiker (CSU)
- Walter Klier (1908–?), deutscher Jurist
- Adolf Scherbaum (1909–2000), Trompeter
- Wilhelm Jobst (1912–1947), Mediziner und SS-Hauptsturmführer
- Anton Hart (1914–2004), Ingenieur und Unternehmer
- Friedrich Ruttner (1914–1998), österreichischer Zoologe und Bienenkundler
- Seff Weidl (1915–1972), Bildhauer, Zeichner und Grafiker
- Helmut Haun (1919–1999), Politiker (GB/BHE, GDP, CDU)
- Lorenz Knorr (1921–2018), sozialistischer Politiker und Friedensaktivist
- Wolfgang Hildemann (1925–1995), Komponist und Musikerzieher
- Herbert Fleissner (1928–2016), Jurist und Verleger
- Hans Heimerl (* 1930), hessischer Politiker (SPD) und Abgeordneter des Hessischen Landtags
- Walther R. Schuster (1930–1992), Organist und Komponist
- Richard Steinmetz (1930–2016), Bergbauingenieur und Hochschullehrer
- Erhard Werndl von Lehenstein (1932–2020), Maler und Grafiker
- Erich Riedl (1933–2018), CSU-Politiker, MdB
- Gerd Wolf (* 1933), Physiker
- Fridhardt Pascher (* 1936), Kommunalpolitiker und Musikverleger
- Kurt Sieber (* 1936), FDP-Politiker
- Günther Beck (1939–2022), Geograph und Hochschullehrer
- Peter Glotz (1939–2005), SPD-Politiker, Publizist und Medienwissenschaftler, MdB
- Norbert Singer (* 1939), Diplom-Ingenieur des Maschinenbaus, der Luft- und Raumfahrttechnik sowie Kraftfahrzeugtechnik
- Harald Kaas (1940–1989), Schriftsteller
- Ulf Beier (* 1941), Autor, Onomastiker und Heimatforscher
- Dieter H. Vogel (* 1941), Maschinenbauingenieur, Industriemanager und Unternehmer
- Dieter Horký (1943–2023), Bildender Künstler, Maler, Designer und berufsständischer Funktionär
- Robert Schmucker (* 1943), international anerkannter Raketenexperte
- Matthias Eberle (1944–2022), Kunsthistoriker
- Elisabeth Endriss (* 1944), Schauspielerin und Synchronsprecherin
- Otmar Seidl (* 1944), Internist, Psychoanalytiker und Soziologe
- Werner W. Wittmann (* 1944), Psychologe, Evaluationsforscher und Forschungsmethodiker
- Daniela Kolářová (* 1946), Schauspielerin
- Zdenka Becker (* 1951), slowakisch-österreichische Schriftstellerin
- Helena Reich, bürgerlich Nicole Jäger-Koydl (* 1965), Journalistin, Homöopathin, Qigong-Lehrerin und Kriminalautorin
- Pavel Nedvěd (* 1972), Fußballnationalspieler
- Jan Řehula (* 1973), Triathlet
- Antonín Gavlas (* 1985), Tischtennisspieler
- Martin Fenin (* 1987), Fußballnationalspieler

## Bürgermeister von Eger/Cheb
- Johann Thomas Funk, Bürgermeister von 1740 bis 1748[1]
- Franz Xaver Ernst (1792–1876), erster gewählter Bürgermeister von 1852 bis 1867
- Anton Julius Gschier (1814–1874), Bürgermeister von 1867 bis 1873
- Adolf Tachezy (1814–1892), Bürgermeister von 1873 bis 1882
- Gustav Gschier (1858–1916), Sohn von Anton Julius Gschier, Bürgermeister von 1892 bis 1911
- Anton Friedrich (1860–1923), Bürgermeister von 1912 bis 1919
- Max Künzel (1867–1928), Bürgermeister von 1919 bis 1928
- Jan Svoboda (* 1956), Bürgermeister von 2002 bis 2010
- Pavel Vanoušek (* 1947), Bürgermeister von 2010 bis 2014
- Petr Navrátil (* 1955), Bürgermeister von 2014 bis 2016
- Zdeněk Hrkal, Bürgermeister von 2016 bis 2018
- Antonín Jalovec, Bürgermeister seit 2018

## Personen mit Bezug zur Stadt
- Rüdiger von Sparneck (≈1300–1364/68), Burggraf von Eger
- Nikolaus Medler (1502–1551), Theologe, Reformator und Mathematiker
- Kaspar Brusch (1518–1559), Humanist, Hofpfalzgraf, mit der Dichterkrone gekrönter Poet und Geschichtsforscher; ging in Eger zur Schule
- Wallenstein (1583–1634), böhmischer Feldherr und Politiker; wurde in Eger ermordet
- Johann Georg Franz Braun (vor 1630 – 1678), Kantor an St. Nikolaus, Komponist, Autor von Ave Maria zart
- Abraham Leuthner (≈1639–1701), Maurer- und Baumeister, baute Dominikanerkirche und Kloster in Eger um
- Johann Franz Loew von Erlsfeld (1648–1725), Arzt und Jurist, Rektor der Karls-Universität Prag, ging in Eger zur Schule
- Karl Huß (1761–1836), Scharfrichter, Heilkundiger und Sammler
- Adolf Stanka (1828–1907), Kaiserlicher Rat, Kaufmann, Bürgermeister der Stadt Eger
- Andreas Buberl (1832–1907), Militärarzt, Kurarzt, Volkstumsforscher, Ehrenbürger von Eger und Franzensbad
- Michael Müller (1849–1914), Arzt und Heimatkundler
- Karl Siegl (1851–1943), Historiker, Stadtarchivar und Museumsleiter
- Albin Dötsch (1872–1922), Politiker (SDAP)
- Emil Janka (1894–1952), Bürgermeister von 1941 bis 1945
- Mira Mladějovská (1899–1969), Museums- und Archivleiterin
- Heribert Sturm (1904–1981), Stadtarchivar und Museumsleiter
- Vojtěch Cach (1914–1980), Schriftsteller und Dramatiker
- Adolf Fischer (1925–1995), Familien- und Ortsgeschichtsforscher; ging in Eger zur Schule